# Invasion (écologie)

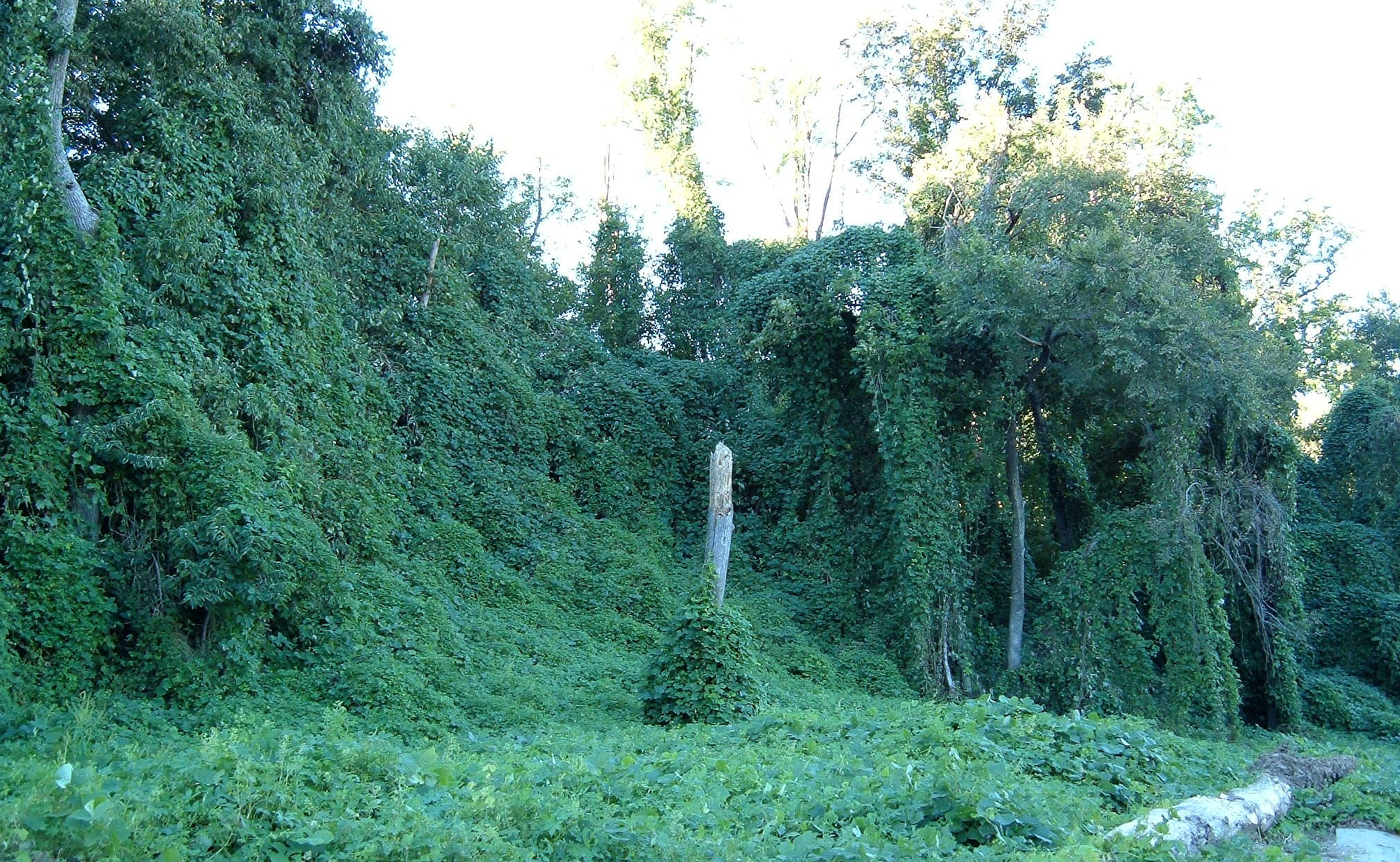
Des espèces introduites hors de leur contexte naturel (ici Pueraria montana envahissant la lisère) peuvent devenir envahissantes et perturber les écosystèmes, voire induire la disparition d'espèces autochtones.

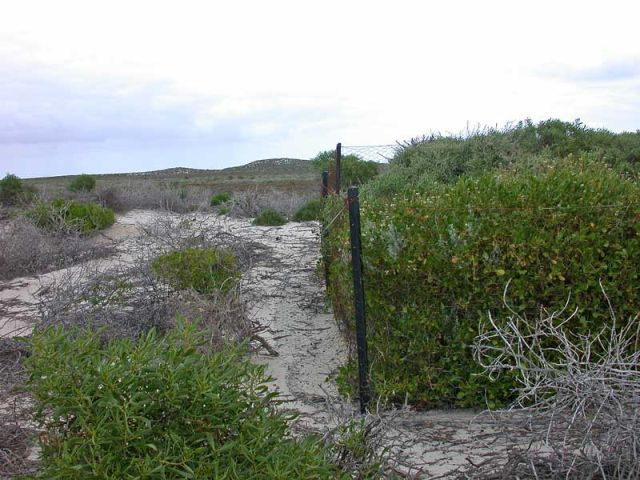
Quand l'« invasif » est herbivore, il peut contribuer à la dévégétalisation d'un milieu par surpâturage, et par suite à une dégradation des sols.
Cette photographie illustre l'effet du surpâturage induit sur l'une des îles coralliennes d'Houtman Abrolhos (ou Îles Abrolhos, un ensemble de 122 îles et récifs coralliens situés dans l'océan Indien au large des côtes ouest de l'Australie).
Ce surpâturage est dû à une espèce de Wallaby (Macropus eugenii) introduite hors de son écosystème, en l'absence de prédateurs et de ses parasites naturels.

Pour les articles homonymes, voir Invasion.
Dans le domaine de l'écologie, la notion d'invasion biologique a été définie par Williamson (en) en 1996 comme, sur une période identifiable à l’échelle des temps géologiques ou paléontologique, une « invasion » caractérisée par l'accroissement durable de l’aire de répartition d’un taxon (qu'il s’agisse d'une ou de plusieurs populations, et que cette invasion soit naturelle ou d’origine anthropique).

L'expression est habituellement utilisée pour des plantes ou des animaux, plus que pour des pathogènes microbiens de l'homme ou d'animaux domestiques, mais l'épidémiologie traite aussi d'invasions biologiques.

Des invasions biologiques occasionnelles se sont produites aux échelles géologiques, participant à l’évolution des espèces. Mais depuis quelques siècles et plus encore depuis quelques décennies, l'Homme a fortement accéléré ce processus au point qu'il est maintenant reconnu comme la deuxième cause de déclin accéléré de la biodiversité, juste après la destruction et fragmentation des habitats, auquel il participe.
L’homme est – depuis la Préhistoire, mais de manière très exacerbée depuis trois siècles – la cause d'introductions volontaires et involontaires d'espèces allochtones, de trois manières : 
- introduction directe d'espèces allochtones (ex. : espèces cultivées, chassées, élevées, animaux de compagnie, dont NAC, arbre d'ornementation ou de sylviculture), mais aussi via le transport des biens et personnes (aérien et maritime notamment, via les eaux de ballastage de cargos et péniches…) ;
- modification anthropique des habitats (ex. : creusement de canaux reliant deux bassins versants ou deux mers (canal de Panama, canal de Suez), bandes végétalisées homogènes (ex. : alignements de clones d'ormes dans le bocage et long de certaines routes, favorable à la diffusion de la graphiose de l'orme, alignements de clones de peupliers le long de canaux, favorable à la diffusion de la rouille du peuplier, plantations monospécifiques de rosacées qui ont pu propager le feu bactérien le long des bandes centrales des autoroutes…) ;
- modification de la structure des écosystèmes et des réseaux trophiques : en particulier dans le vieux monde où l'agriculture intensive a précocement contribué à une banalisation des paysages et des réseaux trophiques, alors que dans le même temps, la traque et la chasse des grands prédateurs (dont en Australie depuis 10 000 ans) faisaient disparaitre les grands prédateurs. L'introduction du chien, du rat, du chat, du mouton ou de bovins et caprins dans de nombreuses îles a été une cause fréquente de régression rapide de la biodiversité.

Toute espèce introduite ne deviendra pas envahissante. Williamson, au milieu des années 1990 a estimé que seules 10 % environ des espèces introduites hors de leur milieu survivent, et que parmi celles-ci seules 10 % pulluleront ou génèreront des « perturbations majeures ». Cependant, ce taux empirique sous-estime peut-être la réalité, alertait Wilson en 1993, car certaines espèces nécessitent un temps important avant de constituer des populations assez significatives pour développer tous leurs impacts écologiques. De plus cette cause et ses impacts peuvent aussi ne pas être immédiatement perçus ou confondus avec d'autres causes. Parfois les effets brutaux d'une invasion biologique semblent pouvoir s'atténuer avec le temps, après un premier choc, pouvant dans ce cas ne pas même avoir été repérés par l'Homme.

## Types d'invasions biologiques
.

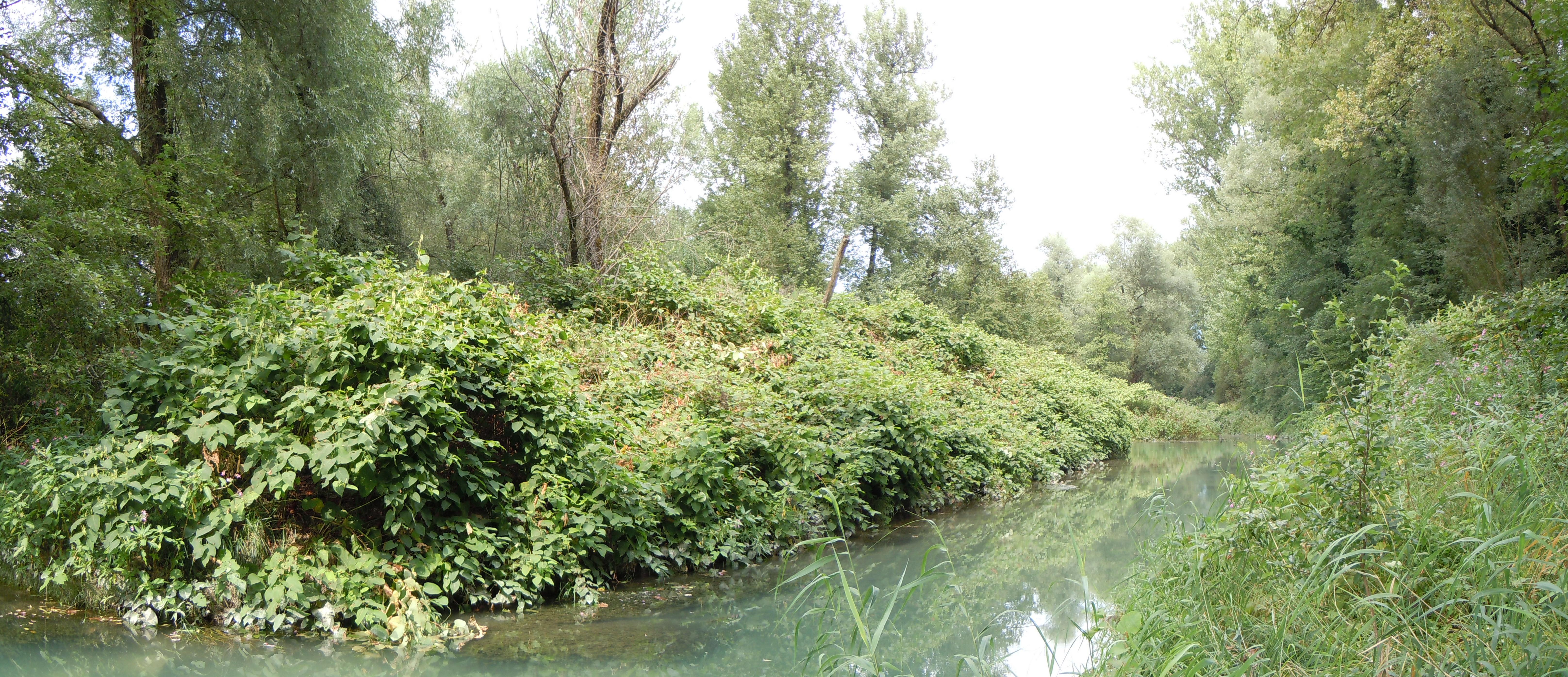
Invasion de renouée du Japon sur les berges de la Yenne-Lône. Les graines emportées par l'eau se montrent très compétitives sur les berges dégradées ou ayant été chimiquement désherbées

Pour une espèce, ou parfois une petite communauté d'espèces, on distingue les invasions biologiques :
- spontanées C'est-à-dire « naturelles », et dont l'Homme n'est pas responsable ;
- subspontanées Concernent des espèces arrivée spontanément dans une zone biogéographique où elles étaient absentes, mais dont la survie et le développement ont été permis par des modifications de milieux générées par l’Homme (élimination de prédateurs, déforestation, drainage, irrigation, ouverture ou fermeture du paysage (open fields, boisements sylvicoles denses et monospécifiques), offre en nourriture dans les champs cultivés, création de bocages, création d'axes de pénétration et de milieu de vie le long des routes, voies ferrées et canaux, ou mise en connexions de réseaux hydrographiques, voire de mers par des canaux, modification de la turbidité de l'eau, du pH de l'environnement, du climat, etc.) ;
- anthropiques Correspondent aux espèces transportées accidentellement ou introduites délibérément par l'Homme, ainsi qu'à des animaux domestiques échappés, après un stade éventuel de marronnage.

On peut aussi classer les invasions selon leur milieu (aquatique, terrestre, aérien) — même si d'autres milieux peuvent être concernés à la suite d'effets en cascade —, ou selon leur impact socio-économique (cf. notion discutée de nuisibilité).

## Définitions
Plusieurs définitions de la notion d'invasion biologique (Williamson, 1996 i.a.) ont été produites depuis Elton (1958).
Une définition plus précise retenue en France est l'apparition durable, dans une nouvelle partie de son aire de répartition, d'une ou de plusieurs populations pérennes d'une espèce animale, végétale ou fongique, (microbienne ou virale éventuellement), que cette apparition soit ou non d'origine anthropique, à condition que la population en question se reproduise sans apports extérieurs nécessaires (cette définition ne prend pas en compte des espèces domestiquées qui ne survivraient pas sans l'aide de l'Homme).
Une espèce est dite « envahissante », selon l’« Invasive Species Specialist Group » (ISSG) de l’UICN (Union internationale pour la Conservation de la Nature et des Ressources naturelles) quand s’étant établie dans un nouveau domaine géographique (écosystèmes ou habitats naturels ou semi-naturels), elle y devient un agent de perturbation qui nuit à la diversité biologique.
Il faut en fait parler de populations envahissantes et non d’espèces envahissantes car le vocable d'espèce regroupe toutes les populations, même celles de l’aire d'origine qu'on ne peut qualifier d'envahissante. 
L'UICN n'utilise d'ailleurs ce qualificatif (invasif) uniquement pour les invasions biologiques d'origine anthropique.
Une espèce introduite dans un milieu naturel, et qui y établit des populations durablement viables est dite établie ou naturalisée. Elle est dite acclimatée si un grand nombre d'individus sont présents dans un milieu sans qu'il s'y reproduise avec un succès suffisant pour y produire une ou plusieurs populations pérennes à l'époque considérée.

## Notion d'espèces autochtone et allochtone
Elle est au cœur de l'étude des invasions biologiques. 
Selon les définitions retenues en France par l'INRA, le CNRS et le Muséum, En zone tempérée ou nordique :
- une espèce est dite « autochtone » dans un pays ou une entités biogéographiques, si elle s'y reproduit depuis le début de l'Holocène dans les eaux douces (milieux dulçaquicoles) ou saumâtres ou dans les milieux terrestres, qu'elle y soit ou non encore présente, disparue ou de retour après une disparition temporaire (ex. : castor dans les régions où il est récemment réapparu à la suite d'une réintroduction ou d'une migration à partir d'un bassin versant voisin) ;
- inversement, une espèce sera dite « allochtone » dans un pays ou l'une de ses entités biogéographiques, si elle ne se reproduisait pas dans ces mêmes milieux au début de l'Holocène, mais qu'elle y constitue aujourd’hui (ou y a constitué durant plusieurs siècles avant de disparaître), une ou plusieurs populations pérennes se reproduisant sans l'aide directe de l'Homme. La plupart des espèces allochtones ont été introduites par l'Homme, certaines étant considérées comme espèces envahissantes ou espèces envahissantes (ex. : le rat noir (Rattus rattus), le rat musqué (Ondatra zibethicus) ou le ragondin (Myocastor coypus) en Europe).

À titre d'exemple, on estime que 154 espèces de vertébrés sont ou ont été allochtones en France depuis l'Holocène, dont plus de 50 % avaient toujours été absents de France avant la dernière glaciation. Et aucune de ces espèces n'avait en tous cas occupé toutes les régions biogéographiques de la France.
Le cas des îles ou de régions particulières peut être plus complexe (certaines îles comme la Grande-Bretagne étaient reliées à un continent durant la glaciation). À titre d'exemple, l'Ours  brun (Ursus arctos) était autochtone en France continentale, mais une population en a été introduit en Corse à la fin du Moyen Âge. Elle y a produit des populations marronnes avant de disparaître dans le courant du XVIIe siècle. L'Ours brun est considéré comme autochtone en France continentale, mais non en Corse.
L'allélopathie peut expliquer le caractère invasif de certaines espèces allochtones, notamment parce que ces dernières peuvent fortement modifier la composition floristique et faunistique du milieu, soit en défavorisant d'autres espèces (autochtones ou allochtones), soit en les favorisant.

## Histoire et taux ou vitesse d'invasion
La paléoécologie montre que des processus naturels de recolonisation, parfois rapides, ont eu lieu dès la fin des glaciations, à partir de zones-refuges. Il s'agissait de recolonisation de zones vidées de leurs espèces par les glaces. Le processus actuel d'invasion par des populations d'espèces allochtones, induites par l'Homme implique une brutale — ou discrète mais durable — mise en compétition de ces envahissantes avec des espèces et communautés qui ont depuis des milliers d'années constitué des équilibres écologiques. 
Ce processus anthropique a débuté dès la fin de la préhistoire, et a en Europe progressé au XIVe puis au XVIe siècle, puis il a augmenté de manière exponentielle au début du XIXe siècle avec les grands travaux (canal de Panama et canal de Suez à l'origine des invasions dite « lessepsiennes »), et enfin avec la croissance exponentielle des transports par rail, route et bateau. 

À titre d'exemple :
- aux États-Unis, le nombre de plantes introduites est passé de 100 au XVIIIe siècle à plus de 2 000 au XXe siècle ;
- en Europe, le nombre d'insectes introduits et identifiés comme installés (c'est-à-dire se reproduisant et ayant constitué des populations significatives voire très importantes) dépasse en 2005 les 1 000 espèces et pour les poissons plus de 270 espèces (dont un tiers est arrivé dans les années 1960-1970). Le coût de ces invasions a été évalué comme dépassant 130 milliards de dollars[11].   
pour le seul groupe des vertébrés, et pour le seul territoire français : 49 % des invasions recensées datent de 1945 à 2002. La seconde moitié du XXe siècle est caractérisé par un taux d'invasions d'espèces de vertébrés par siècle de 132 espèces. La démographie humaine est à elle seule un facteur important d'exacerbation du phénomène, avec récemment le phénomène des NAC (nouveaux animaux de compagnie) et l'apparition de plantes transgéniques (OGM) dont certains craignent qu'elles puissent devenir de super-mauvaises herbes envahissantes (idem pour des animaux transgéniques tels que truite ou saumon). 
Selon, une carte de danger publiée par la revue Nature sur la base de l'analyse de 335 foyers de maladie émergente (zoonoses uniquement) repérés de 1940 à 2005 ; Dans le monde, et du point de vue du nombre des émergences récentes, c'est en Europe, la zone allant du Kent à l'Allemagne en passant par la Belgique et le Nord de la France qui serait la plus exposée en termes de risque, et qui constitue déjà un Hotspot (point chaud) d'introduction de pathogènes non-autochtones ;
- la France métropolitaine, pour les espèces envahissantes, comme pour les pathogènes est une zone à haut risques, car très bien desservies par des aéroports et ports en lien avec le monde entier, et traversées de nombreux axes de transport rapide ; c'est le « seul pays d’Europe à avoir une façade à la fois sur la Mer du Nord, la Manche, l’Atlantique et la Méditerranée ; pour un total de 55OO km de côtes »[12],[13]. Cette position de carrefour géographique "multimodal" associée à un climat tempéré favorable au développement de nombreuses espèces rend ce pays propice à l'introduction d'espèces et au risque d'invasivité. Une régression de la biodiversité peut encourager les invasions biologiques en libérant des niches écologiques pour les espèces envahissantes.

## Impacts
Ils sont mal connus : pour 75 % des espèces introduites et envahissantes, il n'y a eu selon l'INRA/CNRS aucune évaluation des impacts écologiques ou socio-économiques, et aucune mesure de gestion particulière. 

Mais on peut penser que les impacts sur la biodiversité sont très importants. Il y a consensus international[réf. souhaitée], sur plusieurs points : 
- les problèmes posés par les espèces envahissantes iront croissant[14], et elles sont la seconde causes de régression de la biodiversité (après la destruction ou artificialisation des habitats) à laquelle elles contribuent parfois) ;
- elles sont des causes directes de régression, d'instabilité[15] ou de disparition d’espèces ou de communautés d'espèces autochtones[16]  ;
- elles sont une cause d'homogénéisation des faunes et des écosystèmes[17]  ;
- elles causent des préjudices croissants aux activités humaines[18]  ;
- elles sont une source de risque en termes de maladies émergentes[18] (cf. peste importée en Europe avec le rat noir ou vibrion cholérique, introduit d'Amérique du Sud, dans les eaux de ballasts de navires de commerce ;
- il peut arriver qu'une espèce envahissante en concurrence une autre : ainsi l'apparition de l'amphipode Chelicorophium curvispinum a localement fait régresser la moule zébrée car il occupe le même substrat dur, mais en le recouvrant d'une couche de tubes et d'un substrat bioconstruit qui étouffe les moules (mais aussi d'autres espèces comme les éponges d'eau douce s'il y en avait)[19].